# Fabrice Becker
Fabrice Becker (ur. 28 czerwca 1971 w Strasburgu) – francuski narciarz, specjalista narciarstwa dowolnego. Zajął pierwsze miejsce w balecie narciarskim na igrzyskach olimpijskich w Albertville, jednak nie otrzymał medalu ponieważ balet narciarski był wtedy tylko dyscypliną pokazową i medali nie przyznawano. Na późniejszych igrzyskach już nie startował. Zdobył dwa złote medale w balecie narciarskim na mistrzostwach świata w Lake Placid i mistrzostwach w Altenmarkt. Ponadto zdobył srebrny medal w tej samej konkurencji na mistrzostwach świata w La Clusaz.
Najlepsze wyniki w Pucharze Świata osiągnął w sezonie 1997/1998, kiedy to triumfował w klasyfikacji generalnej i w klasyfikacji baletu narciarskiego. W sezonie 1996/1997 zajął drugie miejsce w klasyfikacji generalnej, a w klasyfikacji baletu był pierwszy. Małą kryształową kulę w balecie wywalczył także w sezonie 1993/1994, a w sezonach 1991/1992, 1992/1993 oraz 1994/1995 był drugi.
W 1998 r. zakończył karierę.

## Osiągnięcia

### Mistrzostwa świata
| Miejsce | Dzień     | Rok  | Miejscowość | Konkurencja      | Zwycięzca        |
| ------- | --------- | ---- | ----------- | ---------------- | ---------------- |
| 7.      | 12 lutego | 1991 | Lake Placid | Balet narciarski | Lane Spina       |
| 1.      | 12 marca  | 1993 | Altenmarkt  | Balet narciarski | -                |
| 2.      | 17 lutego | 1995 | La Clusaz   | Balet narciarski | Rune Kristiansen |
| 1.      | 7 lutego  | 1997 | Iizuna      | Balet narciarski | -                |

### Puchar Świata

#### Miejsca w klasyfikacji generalnej
- sezon 1988/1989: 122.
- sezon 1989/1990: 53.
- sezon 1990/1991: 23.
- sezon 1991/1992: 7.
- sezon 1992/1993: 4.
- sezon 1993/1994: 5.
- sezon 1994/1995: 5.
- sezon 1996/1997: 2.
- sezon 1997/1998: 1.

#### Miejsca na podium
1. Tignes – 19 lutego 1991 (Balet narciarski) – 3. miejsce
2. Oberjoch – 2 marca 1991 (Balet narciarski) – 3. miejsce
3. Whistler Blackcomb – 10 stycznia 1992 (Balet narciarski) – 3. miejsce
4. Breckenridge – 17 stycznia 1992 (Balet narciarski) – 1. miejsce
5. Lake Placid – 23 stycznia 1992 (Balet narciarski) – 2. miejsce
6. Oberjoch – 31 stycznia 1992 (Balet narciarski) – 1. miejsce
7. Inawashiro – 28 lutego 1992 (Balet narciarski) – 1. miejsce
8. Madarao – 6 marca 1992 (Balet narciarski) – 3. miejsce
9. Altenmarkt – 12 marca 1992 (Balet narciarski) – 1. miejsce
10. Tignes – 10 grudnia 1992 (Balet narciarski) – 2. miejsce
11. Tignes – 10 grudnia 1992 (Balet narciarski) – 2. miejsce
12. Piancavallo – 17 grudnia 1992 (Balet narciarski) – 3. miejsce
13. Whistler Blackcomb – 8 stycznia 1993 (Balet narciarski) – 1. miejsce
14. Whistler Blackcomb – 8 stycznia 1993 (Balet narciarski) – 2. miejsce
15. Breckenridge – 15 stycznia 1993 (Balet narciarski) – 2. miejsce
16. Lake Placid – 21 stycznia 1993 (Balet narciarski) – 1. miejsce
17. La Plagne – 24 lutego 1993 (Balet narciarski) – 1. miejsce
18. Le Relais – 29 stycznia 1993 (Balet narciarski) – 2. miejsce
19. La Plagne – 23 lutego 1993 (Balet narciarski) – 2. miejsce
20. La Plagne – 24 lutego 1993 (Balet narciarski) – 2. miejsce
21. Oberjoch – 19 marca 1993 (Balet narciarski) – 1. miejsce
22. Lillehammer – 26 marca 1993 (Balet narciarski) – 1. miejsce
23. Lillehammer – 26 marca 1993 (Balet narciarski) – 2. miejsce
24. Tignes – 10 grudnia 1993 (Balet narciarski) – 1. miejsce
25. Tignes – 10 grudnia 1993 (Balet narciarski) – 1. miejsce
26. Piancavallo – 14 grudnia 1993 (Balet narciarski) – 1. miejsce
27. Piancavallo – 14 grudnia 1993 (Balet narciarski) – 1. miejsce
28. La Plagne – 20 grudnia 1993 (Balet narciarski) – 2. miejsce
29. La Plagne – 20 grudnia 1993 (Balet narciarski) – 2. miejsce
30. Whistler Blackcomb – 7 stycznia 1994 (Balet narciarski) – 1. miejsce
31. Whistler Blackcomb – 7 stycznia 1994 (Balet narciarski) – 1. miejsce
32. Breckenridge – 14 stycznia 1994 (Balet narciarski) – 2. miejsce
33. Breckenridge – 14 stycznia 1994 (Balet narciarski) – 3. miejsce
34. Lake Placid – 20 stycznia 1994 (Balet narciarski) – 1. miejsce
35. Lake Placid – 20 stycznia 1994 (Balet narciarski) – 2. miejsce
36. Le Relais – 28 stycznia 1994 (Balet narciarski) – 1. miejsce
37. Le Relais – 28 stycznia 1994 (Balet narciarski) – 1. miejsce
38. La Clusaz – 2 lutego 1994 (Balet narciarski) – 2. miejsce
39. Tignes – 2 lutego 1994 (Balet narciarski) – 1. miejsce
40. Hundfjället – 7 lutego 1994 (Balet narciarski) – 1. miejsce
41. Hundfjället – 7 lutego 1994 (Balet narciarski) – 2. miejsce
42. Altenmarkt – 3 marca 1994 (Balet narciarski) – 1. miejsce
43. Altenmarkt – 3 marca 1994 (Balet narciarski) – 1. miejsce
44. Hasliberg – 11 marca 1994 (Balet narciarski) – 2. miejsce
45. Hasliberg – 11 marca 1994 (Balet narciarski) – 2. miejsce
46. Tignes – 16 grudnia 1994 (Balet narciarski) – 2. miejsce
47. Tignes – 16 grudnia 1994 (Balet narciarski) – 1. miejsce
48. Breckenridge – 13 stycznia 1995 (Balet narciarski) – 2. miejsce
49. Breckenridge – 13 stycznia 1995 (Balet narciarski) – 2. miejsce
50. Le Relais – 20 stycznia 1995 (Balet narciarski) – 2. miejsce
51. Le Relais – 20 stycznia 1995 (Balet narciarski) – 1. miejsce
52. Lake Placid – 26 stycznia 1995 (Balet narciarski) – 1. miejsce
53. Lake Placid – 26 stycznia 1995 (Balet narciarski) – 2. miejsce
54. Oberjoch – 2 lutego 1995 (Balet narciarski) – 2. miejsce
55. Oberjoch – 2 lutego 1995 (Balet narciarski) – 3. miejsce
56. Kirchberg – 21 lutego 1995 (Balet narciarski) – 2. miejsce
57. Kirchberg – 21 lutego 1995 (Balet narciarski) – 3. miejsce
58. Lillehammer – 3 marca 1995 (Balet narciarski) – 3. miejsce
59. Hundfjället – 8 marca 1995 (Balet narciarski) – 1. miejsce
60. Hundfjället – 8 marca 1995 (Balet narciarski) – 2. miejsce
61. Piancavallo – 21 grudnia 1996 (Balet narciarski) – 2. miejsce
62. Lake Placid – 13 stycznia 1997 (Balet narciarski) – 1. miejsce
63. Lake Placid – 13 stycznia 1997 (Balet narciarski) – 3. miejsce
64. Whistler Blackcomb – 17 stycznia 1997 (Balet narciarski) – 1. miejsce
65. Whistler Blackcomb – 17 stycznia 1997 (Balet narciarski) – 1. miejsce
66. Breckenridge – 23 stycznia 1997 (Balet narciarski) – 2. miejsce
67. Breckenridge – 23 stycznia 1997 (Balet narciarski) – 1. miejsce
68. Kirchberg – 19 lutego 1997 (Balet narciarski) – 1. miejsce
69. Kirchberg – 19 lutego 1997 (Balet narciarski) – 1. miejsce
70. Hasliberg – 1 marca 1997 (Balet narciarski) – 2. miejsce
71. Hasliberg – 1 marca 1997 (Balet narciarski) – 2. miejsce
72. Hundfjället – 12 marca 1997 (Balet narciarski) – 2. miejsce
73. Altenmarkt – 8 marca 1997 (Balet narciarski) – 3. miejsce
74. Mont Tremblant – 8 stycznia 1998 (Balet narciarski) – 1. miejsce
75. Mont Tremblant – 9 stycznia 1998 (Balet narciarski) – 1. miejsce
76. Whistler Blackcomb – 23 stycznia 1998 (Balet narciarski) – 1. miejsce
77. Hasliberg – 6 marca 1998 (Balet narciarski) – 2. miejsce
78. Hasliberg – 6 marca 1998 (Balet narciarski) – 2. miejsce
79. Altenmarkt – 13 marca 1998 (Balet narciarski) – 1. miejsce

- W sumie 36 zwycięstw, 32 drugie i 11 trzecich miejsc.